# Kira Grünberg
Kira Grünberg (ur. 13 sierpnia 1993 w Innsbrucku) – austriacka lekkoatletka, tyczkarka i polityk.

## Życiorys
Jako tyczkarka trzykrotnie zostawała rekordzistką Austrii w skoku o tyczce (dwukrotnie na stadionie: 4,41 m – 19 lipca 2014, Linz i 4,45 m – 12 sierpnia 2014, Zurych oraz raz w hali: 4,45 m – 6 marca 2015 w Pradze).
Od ukończenia szkoły średniej w 2012 była zatrudniona w austriackich siłach zbrojnych. W 2013 podjęła studia z zakresu farmacji. 30 lipca 2015 podczas treningu w Innsbrucku groźnie upadła, w wyniku czego złamała szyjną część kręgosłupa. Na skutek częściowego paraliżu od tego czasu porusza się na wózku inwalidzkim. W 2016 została zatrudniona na urzędniczym stanowisku w federalnym ministerstwie obrony i sportu.
W lipcu 2017 nowo wybrany lider Austriackiej Partii Ludowej Sebastian Kurz zaproponował jej start w październikowych wyborach parlamentarnych. W wyniku głosowania Kira Grünberg uzyskała mandat posłanki do Rady Narodowej z ramienia ludowców. W 2019 z powodzeniem ubiegała się o reelekcję. Nie utrzymała mandatu w kolejnych wyborach w 2024, powróciła jednak do niższej izby parlamentu w lipcu 2025.

## Progresja wyników
| Rok          | 2005 | 2006 | 2007 | 2008 | 2009 | 2010 | 2011 | 2012 | 2013 | 2014 | 2015  |
| Wysokość (m) | 2,60 | 3,01 | 3,52 | 3,72 | 3,91 | 4,01 | 4,00 | 4,15 | 4,22 | 4,45 | 4,45i |

## Osiągnięcia krajowe

### Halowe mistrzostwa Austrii
| Rok  | Pozycja    | Wynik |
| ---- | ---------- | ----- |
| 2007 | 8. miejsce | 2,90  |
| 2008 | 5. miejsce | 3,30  |
| 2009 | 3. miejsce | 3,50  |
| 2010 | 3. miejsce | 3,80  |
| 2011 | 3. miejsce | 3,70  |
| 2012 | 2. miejsce | 3,80  |
| 2013 | 1. miejsce | 4,05  |
| 2014 | 1. miejsce | 4,14  |
| 2015 | 1. miejsce | 4,35  |

### Mistrzostwa Austrii na stadionie
| Rok  | Pozycja    | Wynik |
| ---- | ---------- | ----- |
| 2007 | 5. miejsce | 3,30  |
| 2008 | 3. miejsce | 3,60  |
| 2009 | 3. miejsce | 3,80  |
| 2010 | 3. miejsce | 3,80  |
| 2011 | 4. miejsce | 4,00  |
| 2012 | 1. miejsce | 3,80  |
| 2013 | 1. miejsce | 4,00  |
| 2014 | 1. miejsce | 4,30  |

W kategorii młodzików wygrywała mistrzostwa kraju w skoku o tyczce oraz na 80 metrów przez płotki. W mistrzostwach Austrii juniorów młodszych zdobywała złote medale w skoku o tyczce, biegu na 60 metrów oraz na 100 metrów przez płotki. W mistrzostwach Austrii juniorów zwyciężyła w skoku o tyczce oraz w biegu na 60 metrów, a na niższych stopniach podium stawała w biegu na 100 metrów przez płotki oraz w pchnięciu kulą. W kategorii młodzieżowców wygrywała mistrzostwa Austrii w skoku o tyczce, biegu na 100 metrów przez płotki oraz w biegu na 100 metrów.
Oprócz 13 medali mistrzostw kraju w kategorii seniorów w skoku o tyczce zdobyła także srebro halowych mistrzostw Austrii w biegu na 60 metrów przez płotki (2014).

## Osiągnięcia międzynarodowe
| Rok  | Impreza                                                    | Miejsce    | Lokata            | Wynik |
| ---- | ---------------------------------------------------------- | ---------- | ----------------- | ----- |
| 2009 | Mistrzostwa świata juniorów młodszych                      | Bressanone | 10. miejsce       | 3,80  |
| 2009 | Letni Olimpijski Festiwal Młodzieży                        | Tampere    | 5. miejsce        | 3,65  |
| 2010 | Kwalifikacje europejskie do igrzysk olimpijskich młodzieży | Moskwa     | 5. miejsce        | 3,90  |
| 2010 | Mistrzostwa świata juniorów                                | Moncton    | el. – 15. miejsce | 3,85  |
| 2010 | Igrzyska olimpijskie młodzieży                             | Singapur   | 5. miejsce        | 3,90  |
| 2011 | Mistrzostwa Europy juniorów                                | Tallinn    | el. – 18. miejsce | 3,90  |
| 2012 | Mistrzostwa świata juniorów                                | Barcelona  | 4. miejsce        | 4,15  |
| 2013 | II liga drużynowych mistrzostw Europy                      | Kowno      | 3. miejsce        | 4,15  |
| 2013 | Młodzieżowe mistrzostwa Europy                             | Tampere    | 10. miejsce       | 4,15  |
| 2014 | II liga drużynowych mistrzostw Europy                      | Ryga       | 3. miejsce        | 4,25  |
| 2014 | Mistrzostwa Europy                                         | Zurych     | –                 | NM    |
| 2015 | Halowe mistrzostwa Europy                                  | Praga      | el. – 15. miejsce | 4,45  |
| 2015 | III liga drużynowych mistrzostw Europy                     | Baku       | 1. miejsce        | 4,35  |
| 2015 | Młodzieżowe mistrzostwa Europy                             | Tallinn    | 4. miejsce        | 4,25  |

Srebrna medalistka (w drużynie) igrzysk europejskich (2015); indywidualnie zwyciężyła w skoku o tyczce z wynikiem 4,35 m.

## Rekordy życiowe
- Skok o tyczce (stadion) – 4,45 m (2014) rekord Austrii
- Skok o tyczce (hala) – 4,45 m (2015) rekord Austrii